# (8284) Cranach
(8284) Cranach (1991 TT13) – planetoida z grupy pasa głównego asteroid okrążająca Słońce w ciągu 5,47 lat w średniej odległości 3,1 au. Odkryta 8 października 1991 roku.